# Might and Magic VI: The Mandate of Heaven
Might and Magic VI: The Mandate of Heaven — компьютерная ролевая игра, шестая из серии Might & Magic, созданная компанией New World Computing и выпущенная The 3DO Company в 1998 году.

## Сюжет
Действие игры происходит после победы Роланда над Арчибальдом (вариант прохождения Heroes of Might and Magic II за светлую сторону). Однако сам Роланд отправился на поиски нового неведомого противника, угрожающего Энроту и исчез в деревеньке Сладкие Воды. В государстве распространяется таинственный культ Баа, якобы созданный «чтобы улучшить жизнь», хотя на самом деле создан криганами. Теперь отряд из нескольких воинов должен узнать, что же случилось с пропавшим императором. И вскоре выясняется, что герои должны спасти Энрот от криган.

## Геймплей
В самом начале формируется отряд из четырёх персонажей (их состав затем изменить невозможно), обладающих различными характеристиками. Затем этот отряд начинает выполнение квестов.
Игра ведётся от первого лица (что сближает её с шутерами), однако в бою возможен поочерёдный («пошаговый») режим. Персонажи имеют рюкзаки, где хранятся различные снадобья, оружие, квестовые предметы и т. д., однако размер их не бесконечен. Наконец, оружие, доспехи, шляпы, кольца, амулеты могут быть надеты на них (этот элемент затем был применён в пошаговой стратегии Heroes of Might & Magic III).

## Отзывы и критика
| Русскоязычные издания | Русскоязычные издания |
| Издание               | Оценка                |
| --------------------- | --------------------- |
| «Игромания»           | [ 1 ]                 |